# Наумово (Спас-Деменский район)
Наумово — деревня в Спас-Деменском районе Калужской области, в 10 километрах на северо-восток от районного центра Спас-Деменск. Относится к сельскому поселению «Деревня Теплово» Спас-Деменского района.
Через деревню протекает река Малая Ворона, приток реки Ворона.

## История
В районе деревни находится селище XIII—XIV веков.
В годы Великой Отечественной войны в районе деревни шли тяжелые бои. В октябре 1941 года деревня оказалась в зоне оккупации немецко-фашистских войск.
Весной 1943 года советские войска остановились в наступлении на рубеже Куприно — Старинки — Наумово. Здесь фронт стабилизировался до лета 1943 года. Новое наступление началось 13 августа 1943 года, с боевых позиций в районе населенных пунктов Наумово — Старинки советские войска наступали на Спас-Деменск.
Отступая, немцы угнали за собой местное население.

## Современность
По данным на 2007 год население деревни составляет 30 человек. Есть библиотека.

## Известные жители
- 2 мая 1913 года родился И. Н. Шкадов — генерал армии, Герой Советского Союза.
- 21 октября 1935 года родился В. Я. Шкадов — известный учёный-механик, Заслуженный профессор Московского университета.